# 부여 창렬사
부여 창렬사(扶餘 彰烈祠)은 대한민국 충청남도 부여군 구룡면에 있는 사우이다. 1979년 12월 19일 충청남도의 기념물 제22호로 지정되었다.
1717년 삼학사인 윤집·오달제·홍익한을 모시기 위해 충청도 홍산(鴻山)에 지어졌고, 1721년 사액을 받았다. 창렬서원(彰烈書院)이라고도 부른다.

## 개요
삼학사(三學士)라고 불리는 조선 중기 충신 윤집(1606∼1637)·오달제(1609∼1637)·홍익한(1586∼1637)의 위패를 모시고 있는 사당이다.
병자호란 때인 인조 14년(1636) 조선을 속국으로 하려는 모욕적인 문서를 가져온 청나라 사신을 살려 보내지 말자고 주장하였으나, 이듬해 남한산성에서 삼전도의 굴욕을 겪으며 모욕적인 화의를 하게 되었고 그 이후 삼학사 3분은 청나라에 잡혀가게 되었다. 청태종이 직접 이들의 심문에 참가하여 설득과 회유를 하였으나 심한 고문을 견디면서 끝까지 척화를 주장하다가 결국 중국 심양에서 처형되었다. 그러나 청태종도 이들의 기개에 찬사를 아끼지 않았으며 후대인들도 이들을 삼학사라고 부르고 높은 충절과 고귀한 죽음을 기렸다.
숙종 43년(1717) 세웠고 경종 1년(1721)에는 ‘창렬사’란 현판을 임금이 내렸다. 이곳은 흥선대원군의 서원철폐령 때에도 훼손되지 않았다.
사당 건물은 앞면 5칸·옆면 3칸 규모로, 지붕은 옆면에서 볼 때 사람 인(人)자 모양의 맞배지붕으로 꾸몄다. 내삼문을 거쳐 아래로 내려가면 강당 건물이 있고 그 앞에는 근래 지은 외삼문이 있다.

## 같이 보기
- 삼학사
- 김상헌
- 창열사

## 참고 자료
- 창렬사 - 국가유산청 국가유산포털